# Арская волость
А́рская во́лость — волость в Казанском уезде Казанской губернии, а также в Арском кантоне Татарской АССР. Волостной центр - Арск.

## Население
| 1885  |
| ----- |
| 11155 |

На 1885 год в волости было 22 деревни, 1907 известных дворов, количество населения мужского пола - 5203 (2322 русских, 2881 татар), количество населения женского пола - 5952 (2709 русских, 3243 татар). Количество лиц, уходящих на заработки - 429.

## Люди, связанные с волостью
- Säläy Wäğizef (1908—2005).
- Баширов, Гумер Баширович (1901—1999) — писатель, редактор, очеркист, Народный писатель ТАССР (1986), лауреат Сталинской премии второй степени (1951) и Гос. премии ТАССР им. Г. Тукая (1996).
- Гизатуллин, Хусаин Галеевич (1910—1980) — эпизоотолог, заслуженный деятель науки ТАССР и РСФСР (1960, 1975), ректор Казанского ветеринарного института (1963-1974).
- Ежков, Валентин Фёдорович (1922—1943).
- Сызганов, Александр Николаевич (1896—1980).
- Фёдор Шаляпин (Ошибка: неправильное время—1938) — русский оперный и камерный певец.